# SN 1982S
SN 1982S – supernowa odkryta 19 października 1982 roku w galaktyce E150-G20. W momencie odkrycia miała maksymalną jasność 18,50m.